# Troupe Dulondel
La Troupe Dulondel (ou troupe Du Londel) est une troupe de théâtre française active au Danemark de 1748 à 1753 et en Suède de 1753 à 1771.

## Histoire
La troupe se produit à Copenhague au Danemark de 1748 à 1753, ainsi qu'à Oslo en Norvège lors d'un séjour du roi Frédéric V dans cette ville.
La troupe se compose en 1753 de douze acteurs et actrices, sous la direction de la comédienne Jeanne Du Londel et de son fils Louis ; elle s'installe à Stockholm à l'invitation de la reine de Suède Louise Ulrique.
La troupe se produit pour la cour royale ; elle joue au château de Drottningholm jusqu'en 1762 dans un bâtiment construit dans le parc en 1754 à l'initiative de la reine pour servir de théâtre ; ce bâtiment brûle le 27 août 1762 pendant la représentation d'un opéra comique et Louise-Ulrique fait construire le théâtre du château de Drottningholm sur les plans de Carl Fredrik Adelcrantz, que la troupe utilise. Elle joue aussi dans le théâtre Confidencen dans le Château d'Ulriksdal à Solna, construit en 1753 à l'initiative de la reine. La troupe joue aussi pour le public au théâtre de Bollhuset à Stockholm pendant l'hiver.
À la mort du roi Adolphe Frédéric en 1771, la troupe Du Londel est renvoyée par le nouveau roi Gustave III, qui a d'autres projets pour le développement du théâtre en Suède et souhaite créer un théâtre national de langue suédoise.

## Composition
La troupe comptera 43 membres, dont 13 danseurs à partir de 1758 sous la direction du maître de ballet Louis Gallodier et d'un chef d'orchestre.
Acteurs et chanteurs
- Barthélemy Rousseau, dit d'Armancourt, et sa femme
- Anne Armand
- Armand Huguet, dit Armand, arlequin, fils du comédien Armand
- Pierre Armand
- Marie Baptiste[4] et sa fille Marie-Louise Marcadet
- Angélique Cénas, dite aussi Mademoiselle Coudurié, fille de Barbe-Marguerite Henry[5].
- Louis Compain-Despierrières
- Jean-François Déricourt
- Xavier-Richard Derozée et son épouse Marguerite Gauchée
- Jeanne Châteauneuf, épouse Dulondel[6].
- Louis Dulondel[7].
- Louise Dulondel
- François Duplessis
- Genet Dupont, dit Genois
- Barbe-Marguerite Henry, épouse Coudurié puis Cénas
- Charles Langlois
- Théodore Lequin, dit de La Richardière
- Louis-Denis Lavoy
- Jean Obriet
- Pierre Pantaléon
- Simon Pantaléon
- Rozelli et sa femme
- Soligny[8].
- Joseph Taphinon Desroches et son épouse Madeleine-Nicole-Julie Fromageau

Danseurs
- Gaspard Cénas
- Bernard Borde, dit Delarche
- Edme Frossard
- François Frossard
- Louis Frossard
- Louis Gallodier[9].
- Marguerite Morel
- Charles Pons, dit Parloue
- Élisabeth Soligny